# Міфонім
Міфо́нім — елемент міфу та споріднених оповідей (казок, легенд), власна назва об'єкта або суб'єкта, що фігурує в них. Вивчення міфонімів пов'язане з дослідженнями в галузі первісних релігій, фольклору, етнографії та історії.

## Міфоніми в українській мові
Українська мова багата на міфоніми. Їх основним джерелом є фольклорні тексти. Значна частина міфонімів сягає давньоруського або праслов'янського періоду, коли формувалася східнослов'янська (праслов'янська) язичницька міфологічна система.
Міфоніми досить часто мають затемнену внутрішню форму. Іноді вони зберігають сліди давніх чужомовних запозичень. Кожен міфонім потрібно аналізувати окремо, оскільки більшість із них зазнала дії «народної етимології».
Міфоніми в українській мові репрезентують рівні слов'янської міфології:
- нижчу — водяники, домовики, русалки, віли тощо, містять у собі очевидну характеристику якостей, походження, місця перебування чи роду занять;
- вищу, де виступають, як правило, антропоморфні божества, що мають особові імена, які в науковій літературі частіше кваліфікуються як теоніми.

Міфоніми можна поділити на кілька категорій: міфоантропоніми, міфозооніми, міфотопоніми та інші.
Більшість міфонімів ще не вивчено. Поодинокі з них мають у науковій літературі по декілька тлумачень.

## Приклади міфонімів
Ох, Вій, Змій-Горинич, Івасик-Телесик, Баба-Яга, Коза-Дереза, Цар Горох, острів Буян.